# Pedro Espinoza
Pedro Octavio Espinoza Bravo (né le 19 août 1932) est un général de brigade en retraite de l'Armée de terre chilienne, ex-membre de la DINA. Il a été condamné au Chili, en 1995, pour l'assassinat d'Orlando Letelier à Washington en 1976.

## La DINA
Fils de Pedro Espinoza Molina et d'Olga Bravo Martínez, il fut le second du chef de la DINA Manuel Contreras, étant notamment responsable du centre de torture de la Villa Grimaldi. Au lendemain du coup d'État du 11 septembre 1973, il participa à la caravane de la mort, puis fut chef des opérations de la DINA. Alors colonel, il fut chargé, avec Raúl Iturriaga, directeur du Service extérieur de la DINA, de l'assassinat du général Carlos Prats à Buenos Aires (septembre 1974) .  
Après l'assassinat d'Orlando Letelier, ex-ministre d'Allende, en septembre 1976 à Washington D.C., les États-Unis tentèrent sans succès d'obtenir l'extradition d'Espinoza et de Contreras, ne réussissant qu'à pousser la junte chilienne à accepter l'extradition de l'agent Michael Townley. La DINA fut remplacée en 1978 par la CNI, Contreras démissionnant de ses fonctions et devenant général de l'armée, tandis qu'Espinoza garda ses fonctions jusqu'en 1995.

## La transition démocratique
Après la transition chilienne vers la démocratie, Pedro Espinoza fut inculpé et condamné, fin mai 1995, pour l'assassinat de Letelier.
Il a également été inculpé par le juge Alejandro Solís, en 2003, pour l'assassinat de Carlos Prats, aux côtés de Manuel Contreras et de Raúl Iturriaga.
En décembre 2010, il est jugé en France par contumace, aux côtés de Manuel Contreras et d'autres responsables de la dictature, pour la disparition forcée de franco-chiliens (voir Manuel Contreras#Procès en France).